# Wituland
Wituland neboli sultanát Witu (nebo také Witu, Vitu, protektorát Witu a Swahililand) bylo přibližně 3 000 km² rozlehlé území ve východní Africe na pobřeží dnešní Keni s centrem ve městě Witu, které se v roce 1885 stalo německým protektorátem či zvláštní německou kolonií, v roce 1890 se stalo britským protektorátem.

## Historie

### Vznik sultanátu

Vlajka sultána Fumo Bakariho (1890)

Wituland byl založen někdejším vládcem ostrovního Patského sultanátu (anglicky Pate Sultanate) po několika neúspěšných pokusech o přesun moci na pevninu. Domorodý sultanát Wituland se stal útočištěm pro uprchlé otroky ze zanzibarského otrokářského trhu a byl tak cílem útoků Zanzibarského sultanátu (kde  vládla větev rodu Ománů pod britským protektorátem). 

### Německý protektorát (1885–1890)

Německá vlajka

V roce 1885 němečtí bratři Clemens a Gustav Denhardtovi dojednali smlouvu s Ahmedem ibn Fumo Bakarim, prvním "mfulume" (svahilský výraz pro sultána) Witulandu, který 8. dubna 1885 postoupil 25 čtverečních mil území Tanaské společnosti (německy Tana-Gesellschaft) bratří Denhardtů a zbytek Witulandu se stal německým protektorátem (něm. Deutsch-Witu) 27. května 1885. Německé císařství bylo reprezentováno Gustavem Denhardtem ve funkci rezidenta (úředníka) (žil 1856-1917, úřad vykonával od 8. května 1885 - 1. června 1890) s bratrem Clemensem Denhardtem jako svým náměstkem. Německá vláda byla relativně mírná a protektorát tak stále zůstával útočištěm pro uprchlé otroky.

### Přechod pod vládu Britů

Vlajka britského protektorátu (31. červenec 1893–1920) byla červená s Union Jackem uprostřed

Podle Heligoland-Zanzibarské smlouvy byl 18. června 1890 vyhlášen britský protektorát a 1. července 1890 se císařské Německo vzdalo svých dosavadních pravomocí nad sultanátem, podstoupivše Wituland Velké Británii která ho připojila k Britské východní Africe navzdory protestům obyvatel území, kteří si přáli zůstat pod vládou Německa. Krátce nato bylo zavražděno několik německých obchodníků, na což Britové odpověděli trestnou výpravou. V roce 1889 bylo Witulandem vydáno několik poštovních známek, přestože jejich poštovní využití nebylo ověřeno.

## Vládnoucí sultáni
Neboli mfalume v jazyce Kiswahili
- 1858–1888 Ahmad ibn Fumo Bakari
- 1888–1890 Fumo Bakari ibn Ahmad
- 1890–1891 Bwana Shaykh ibn Ahmad
- 1891–1893 Fumo `Umar ibn Ahmad

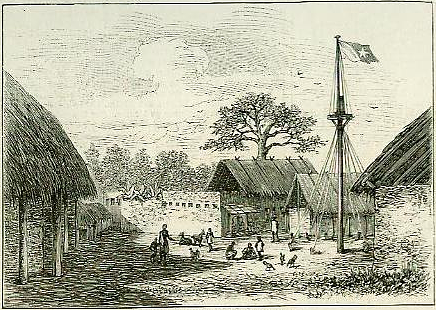
Sídlo sultána ve městě Witu

- 1893 – 7. července 1895: neobsazeno
- 7. červenec 1895 – 1923: Fumo `Umar ibn Ahmad